# آب‌سنگ مینتو
آب‌سنگ مینتو یک آب‌سنگ حلقوی غرقاب شده بزرگ در پوناپی در ایالات فدرال میکرونزی است.

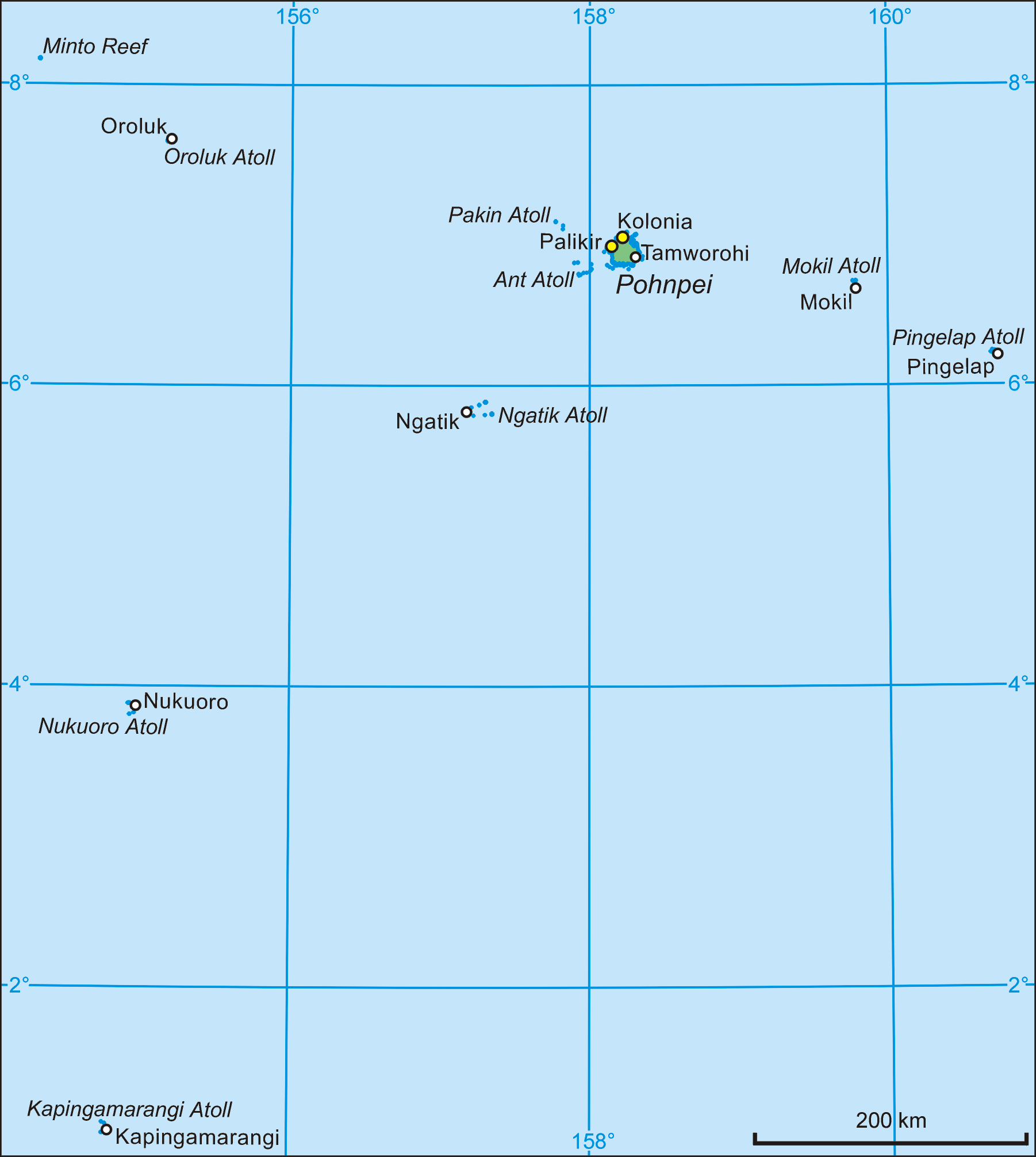
نقشه نشان‌دهنده موقعیت اورولوک در پوناپی

## تعریف
آب‌سنگ مینتو تالاب بزرگی بین ۲۵ تا ۳۰ کیلومترمربع را در بر می‌گیرد. قایق‌های بسیاری در بخش جنوبی این آب‌سنگ رفت‌وآمد می‌کنند. این آب‌سنگ، خاوری‌ترین و شمالی‌ترین بخش پوناپی را تشکیل می‌دهد. نزدیک‌ترین خشکی به آن آب‌سنگ حلقوی اورولوک در ۹۳ کیلومتری جنوب خاوری آن است. در شمالی‌ترین بخش آن یک سد ساحلی شنی با بلندای ۱/۸ متر وجود دارد.
آب‌سنگ مینتو با ۴۲۰۴/۲ هکتار مساحت در سایت مینتو ریف مارینا، اهمیت بسیاری به خاطر تنوع زیستی دارد.

## مدیریت
آب‌سنگ مینتو در کنار آب‌سنگ حلقوی اورولوک بخشی از تقسیمات کشوری اورولوک است. در سال ۱۹۹۹ ایالت پوناپی، پناهگاه دریایی آب‌سنگ مینتو را در آن ساخت.